# Raionul Mîrhorod, Poltava (2020-)
Raionul Mîrhorod este un raion din Ucraina, în partea de nord și centrală a regiunii Poltava. Se învecinează cu regiunile Sumî și Cernihiv și a fost format în 2020 în cadrul reformei administrativ-teritoriale din Ucraina. Reședință este orașul Mîrhorod. Raionul are o suprafață de 6287,7 km2 (21,9% din suprafața regiunii) și o  populație de 204,9 mii locuitori (2020).
Raionul este format din 17 comunități teritoriale.